# العلاقات الموريتانية الناميبية
العلاقات الموريتانية الناميبية هي العلاقات الثنائية التي تجمع بين موريتانيا وناميبيا.

## مقارنة بين البلدين
هذه مقارنة عامة ومرجعية للدولتين:
| وجه المقارنة                                              | موريتانيا                 | ناميبيا      |
| --------------------------------------------------------- | ------------------------- | ------------ |
| المساحة (كم2)                                             | 1.03 مليون                | 825.62 ألف   |
| عدد السكان (نسمة)                                         | 4.42 مليون                | 2.53 مليون   |
| الكثافة السكانية (ن./كم²)                                 | 4.29                      | 3.06         |
| العاصمة                                                   | نواكشوط                   | ويندهوك      |
| اللغة الرسمية                                             | اللغة العربية، لغة فرنسية | لغة إنجليزية |
| العملة                                                    | أوقية موريتانية، أوقية ‏   | دولار ناميبي |
| الناتج المحلي الإجمالي (بليون دولار)                      | 5.02 مليار                | 13.24 مليار  |
| الناتج المحلي الإجمالي (تعادل القوة الشرائية) بليون دولار |                           | 25.60 مليار  |
| الناتج المحلي الإجمالي الاسمي للفرد دولار أمريكي          |                           | 4.67 ألف     |
| الناتج المحلي الإجمالي للفرد دولار أمريكي                 | 3.91 ألف                  | 9.96 ألف     |
| مؤشر التنمية البشرية                                      | 0.506                     | 0.628        |
| رمز المكالمات الدولي                                      | +222                      | +264         |
| رمز الإنترنت                                              | .mr                       | .na          |
| المنطقة الزمنية                                           | 00                        | ت ع م+02:00  |

## منظمات دولية مشتركة
يشترك البلدان في عضوية مجموعة من المنظمات الدولية، منها:
| علم المنظمة | اسم المنظمة                                 | تاريخ انضمام موريتانيا | تاريخ انضمام ناميبيا |
| ----------- | ------------------------------------------- | ---------------------- | -------------------- |
|             | البنك الإفريقي للتنمية                      | ?                      | ?                    |
|             | منظمة التجارة العالمية                      | 31 مايو 1995           | ?                    |
|             | البنك الدولي للإنشاء والتعمير               | 10 سبتمبر 1963         | 25 سبتمبر 1990       |
|             | منظمة حظر الأسلحة الكيميائية                | ?                      | ?                    |
|             | الأمم المتحدة                               | 27 أكتوبر 1961         | 23 أبريل 1990        |
|             | مجموعة دول أفريقيا والكاريبي والمحيط الهادئ | ?                      | ?                    |
|             | الاتحاد الأفريقي                            | 25 مايو 1963           | ?                    |
|             | وكالة ضمان الاستثمار متعدد الأطراف          | 8 سبتمبر 1992          | 25 سبتمبر 1990       |
|             | منظمة الشرطة الجنائية الدولية               | ?                      | ?                    |
|             | يونسكو                                      | 10 يناير 1962          | 2 نوفمبر 1978        |
|             | مؤسسة التمويل الدولية                       | 29 ديسمبر 1967         | 25 سبتمبر 1990       |
|             | الاتحاد البريدي العالمي                     | ?                      | ?                    |
|             | الاتحاد الدولي للاتصالات                    | 18 أبريل 1962          | 25 يناير 1984        |